# 白蛋白
白蛋白（英語：Albumin）又称清蛋白，旧称胉，是属于球状蛋白的一种蛋白质，但并不是球蛋白。在人体内它最重要的作用是维持胶体渗透压。在奶和蛋裡也有白蛋白。人体内白蛋白的正常值为：新生儿28～44g/L，14岁后38～54g/L，成人35～52g/L，60岁后为34～48g/L。身体缺少白蛋白会导致浮肿。肝硬化病人的血浆白蛋白含量比正常人低。尿中白蛋白的含量的变化能反映肾脏的某些病变。

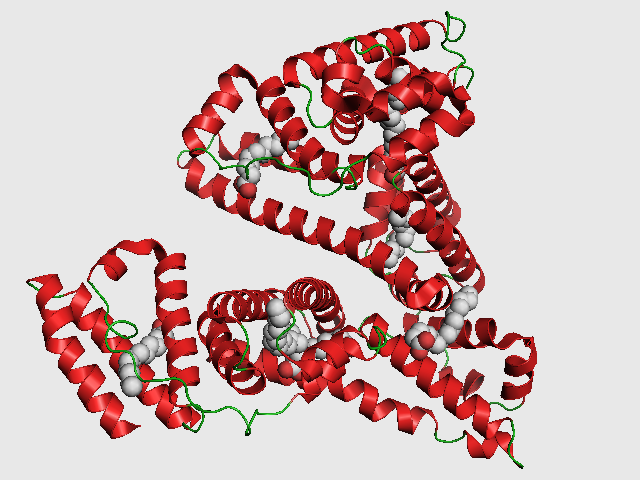
白蛋白结构（单体）

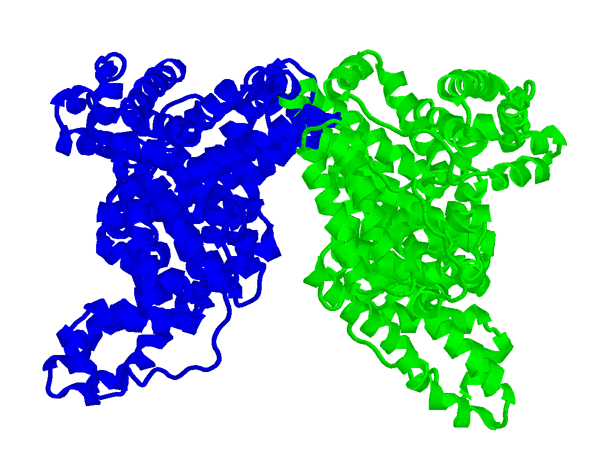
白蛋白结构（双体）

## 特性
人血清白蛋白原蛋白（不考虑翻译后修饰的蛋白质即为原蛋白）的分子式：C3076H4833O919N821S42 分子量为67,500道尔顿，由584至590个氨基酸组成。由于它的半胱氨酸含量比较高因此相对而言它含有比较多的硫。白蛋白可溶于水中，每克水约可溶18毫升白蛋白。它的等电点为4.6。在热（凝固温度60—70℃）或酶等条件下可凝固和变性。白蛋白存在于动物、植物、细菌中。动物性白蛋白在(NH4)2SO4的饱和度为0.64—0.90时开始盐析，而植物性白蛋白在(NH4)2SO4的饱和度为0.5时则有相当一部分被沉淀。